# Грант (округ, Арканзас)
Шаблон:StateAbbr_ 34°17′40″ пн. ш. 92°25′54″ зх. д. / 34.294444444444° пн. ш. 92.431666666667° зх. д.
Округ Грант (англ. Grant County) — округ (графство) у штаті  Арканзас. Ідентифікатор округу 05053.

## Історія
Округ утворений 1869 року.

## Демографія
За даними перепису 
2000 року 
загальне населення округу становило 16464 осіб, зокрема міського населення було 3765, а сільського — 12699.
Серед мешканців округу чоловіків було 8169, а жінок — 8295. В окрузі було 6241 домогосподарство, 4780 родин, які мешкали в 6960 будинках.
Середній розмір родини становив 3.
Віковий розподіл населення поданий у таблиці:
| Стать    | До 15 років | 15-21 | 22-29 | 30-39 | 40-49 | 50-65 | 65-85 | Понад 85 |
| -------- | ----------- | ----- | ----- | ----- | ----- | ----- | ----- | -------- |
| Чоловіки | 1803        | 825   | 784   | 1236  | 1262  | 1425  | 762   | 72       |
| Жінки    | 1719        | 711   | 789   | 1290  | 1217  | 1398  | 993   | 178      |

## Суміжні округи
- Салін — північ
- Пуласкі — північний схід
- Джефферсон — схід
- Клівленд — південний схід
- Даллас — південь
- Гот-Спрінгс — захід

## Виноски
1. ↑  U.S. Decennial Census. United States Census Bureau. Архів оригіналу за 26 квітня 2015. Процитовано 26 серпня 2015.
2. ↑  Historical Census Browser. University of Virginia Library. Архів оригіналу за 16 серпня 2012. Процитовано 26 серпня 2015.
3. ↑  Forstall, Richard L., ред. (27 березня 1995). Population of Counties by Decennial Census: 1900 to 1990. United States Census Bureau. Архів оригіналу за 24 вересня 2015. Процитовано 26 серпня 2015.
4. ↑  Census 2000 PHC-T-4. Ranking Tables for Counties: 1990 and 2000 (PDF). United States Census Bureau. 2 квітня 2001. Архів оригіналу (PDF) за 18 грудня 2014. Процитовано 26 серпня 2015.
5. ↑  State & County QuickFacts. United States Census Bureau. Архів оригіналу за 7 червня 2011. Процитовано 21 травня 2014.(англ.) Наведено за англійською вікіпедією.
6. ↑  American FactFinder. Бюро перепису населення США. Архів оригіналу за 21 травня 2008. Процитовано 31 січня 2008.

| США | Це незавершена стаття з географії США. Ви можете допомогти проєкту, виправивши або дописавши її. |